# М-17 (двигатель)
M-17 — поршневой V-образный 12-цилиндровый авиационный двигатель с водяным охлаждением, — советская лицензионная копия немецкого BMW VI, доработанная Александром Микулиным.
Двигатель использовался на первых модификациях тяжёлого бомбардировщика ТБ-3. Танковый вариант М-17Т устанавливался на БТ-7, Т-28, Т-35 и, вынужденно (в связи с нехваткой дизельных В-2 в первый год войны), на Т-34 и КВ-1. Также устанавливался на Моторный броневой вагон Кировского завода.
Моторы выпускались на рыбинском заводе ГАЗ № 6 (с 1928 года — завод № 26) и на московском заводе № 24 в 1931—1934 годах, массово эксплуатировались в авиации до 1943 г. Всего было выпущено более 27 000 единиц, из них около 19 000 предназначались для самолётов, остальные для танков.

## Приобретение лицензии и производство
Советский Союз ранее приобретал образцы двигателей BMW серий III и IV в 1920-х годах, и купил два образца серии VI в 1926 году для оценки. После успешных стендовых испытаний двигателя, СССР приобрёл на него лицензию. Сделка была заключена в октябре 1927 года после длительных переговоров. Авиатрест заплатил 50 000 долларов и должен был платить 7,5 % от цены каждого произведенного двигателя, но не менее 50 000 долларов в год. Взамен немецкая компания должна была информировать СССР обо всех изменениях в двигателе в течение пяти лет (так, в СССР были переданы чертежи модификации BMW VIb). Советские инженеры и техники должны были пройти обучение в Германии, а немецкие должны были помочь наладить производство на пустующем заводе в Рыбинске. Советский Союз также нанял ряд немецких квалифицированных рабочих для работы на заводе № 26 в Рыбинске, в основном симпатизировавших коммунистам.
Необходимость ремонта завода, исходно планировавшегося под так и не доведённый двигатель М-13, сильно задержала производство, хотя более сложные компоненты, включая все электрическое оборудование, вначале импортировались из Германии. Изменения в конструкции и вопросах качества производства, вызвали утяжеление двигателей советской постройки примерно на 31 кг, и снижение мощности по сравнению с оригиналом. Первые М-17, как двигатели были названы в СССР, были выпущены весной 1930 г., но не приняты на вооружение до прохождения эксплуатационных испытаний 15 августа 1930 г. М-17 планировался как временное решение с последующим переходом на моторы самостоятельной советской разработки в течение нескольких лет, и это было осуществлено — пришедший ему на смену М-34 конструкции Микулина появился уже в 1932 году. Выполненный в той же размерности для упрощения перехода на него в производстве и установки на те же самолеты, которые использовали М-17, он принципиально отличался намного более прогрессивной конструкцией — довольно распространенное мнение, что это лишь развитие баварского мотора (подобно тому, как климовский ВК-105 был развитием «Испано-Сюизы») совершенно не соответствует действительности. Тем не менее, М-17 выпускался более десяти лет, стал одним из самых массовых советских авиамоторов первой половины 1930-х, производился до конца этого десятилетия (уже в танковом и катерном вариантах) и находился в эксплуатации до конца 1940-х.
На начало 1930-х М-17 стал самым мощным двигателем, доступным для советского авиастроения, и пользовался таким большим спросом, что на заводе № 24 в Москве также начали строить М-17. В 1930 году в Рыбинске было произведено 165 двигателей, и к июню 1930 года завод № 24 сумел построить свои первые три двигателя.
К сожалению, двигатели, выпускаемые московским заводом, оказались очень низкого качества, потому что там руководство внесло несанкционированные изменения для упрощения производства. У них была степень сжатия всего 6,15, а не 6,3, и они могли выдавать только 615—630 л. с. (459—470 кВт) вместо 680 л. с. (510 кВт) у рыбинских двигателей. Московские двигатели, которых было изготовлено всего тридцать, были переклассифицированы в учебные и закуплены по сниженной цене. Тем временем производство М-17 в Москве было отменено в пользу М-15. Производство двигателей в Рыбинске неуклонно росло: в 1931 году было построено 679 двигателей, а в 1934 году — 5662.
Примерно в 1935 году началась разработка варианта для танков. Он назывался М-17Т, и 7951 таких моторов были построены с 1936 по 1939 год. Появление микулинского АМ-34, который был задуман как замена М-17, с совпадающими габаритами и посадочными местами, уменьшил потребность в двигателях М-17 для авиации, хотя производство вариантов для самолетов продолжалось до конца 1939 года в целях замены изношенных двигателей на старых аппаратах. М-17Л был версией М-17Т, использовавшейся для установки на тяжелый танк Т-35, и был последней моделью, запущенной в производство, 530 из них были построены с 1940 по 1941 год. Ряд двигателей различных моделей собирался из запасных частей во время Великой Отечественной войны, но нет данных о количестве и типах.

## Конструкция
М-17 — 12-цилиндровый V-образный двигатель с углом развала 60° и отдельными цилиндрами с водяным охлаждением. Вокруг каждого цилиндра была наварена рубашка из стального листа. Снизу цилиндры объединялись общим алюминиевым картером, а сверху — механизмом газораспределения. Мотор использовал схему с главным шатуном для правого ряда цилиндров и прицепным — для левого, потому ход поршней был разным — 190 и 199 мм соответственно. Конструкция отличалась широким применением роликовых подшипников; так, они использовались как для главных шатунов, так и для пальцев прицепных.
Мотор изготавливался в двух вариантах: обычном со степенью сжатия 6 и «высотном» со степенью сжатия 7,3. Варианты различались формой поршня: в обычном стояли поршни с плоским дном, в высотном — с выпуклым.
Двигатели со степенью сжатия 6 использовали несколько типов топлива:
- смесь (по весу) 35 % авиабензола и 65 % грозненского авиабензина;
- бакинский бензин 2-го сорта;
- топливо «2Г» — этилированный грозненский бензин (2 мл этиловой жидкости на литр бензина).

Для двигателей со степенью сжатия 7,3 применялись:
- смесь 75 % авиабензола и 25 % грозненского авиабензина;
- смесь 65 % авиабензола и 35 % бакинского бензина;
- топливо «2Б» — этилированный бакинский бензин 2-го сорта с 2 мл этиловой жидкости на литр бензина.

Система смазки использовала минеральное масло ААС, пришедшее на замену касторовому маслу ранних советских моторов.

## Модификации
Мотор изготавливался в следующих модификациях:
- М-17А — первая серия моторов, допущенная к эксплуатации 15 августа 1930 года[12]. Ранние моторы представляли собой подобие BMW VIb с отдельными элементами BMW VIa (цилиндры)[2], но из-за упрочнения некоторых деталей были тяжелее на 31 кг[12];
- М-17Б — были внесены остальные изменения от BMW VIb (например, гофрированные рубашки цилиндров), французские карбюраторы и бензонасосы заменены на советские. Головной образец был сдан в июле 1931 года[12];
- М-17Ф — последняя авиационная модификация М-17 для низковысотных бомбардировщиков и штурмовиков с упрощённой эксплуатацией и увеличенным до 400 часов межремонтным ресурсом. М-17Ф уже не имел прямых немецких аналогов[5];
- М-17Т — танковый вариант, выпускался с 1936 года[13]. К этому времени потребность в авиационных моделях М-17 снижалась, уже в 1936 году танковых двигателей было выпущено втрое больше, чем авиационных;
- М-17Л вариант для оснащения тяжёлого танка Т-35, с усиленным картером и устройством пневмозапуска. Мощность 650 л. с. Сменил М-17Т в 1940 году, выпускался до начала 1941 года (попытки позже в 1941 году организовать производство заново оказались неуспешными, хотя некоторое количество моторов, как авиационных, так и танковых, собрали из запчастей в течение Великой Отечественной войны)[13].

Руководство по ремонту использовало обозначения со строчными буквами (например, М-17а) и выделяло также М-17б № 401.
| Мотор                        | М-17                | М-17Ф               |
| ---------------------------- | ------------------- | ------------------- |
| Начало выпуска               | 1929                | 1932                |
| Диаметр цилиндра             | 160 мм              | 160 мм              |
| Ход поршня                   | 190/199 мм          | 190/199 мм          |
| Рабочий объём                | 46,8 л              | 46,8 л              |
| Степень сжатия               | 6,4                 | 7,3                 |
| Масса мотора                 | 540 кг              | 550 кг              |
| Взлётная мощность            | 680 л.с.            | 730 л. с.           |
| Взлётные обороты             | 1665 об/мин         | 1630 об/мин         |
| Номинальные обороты          | 1450 об/мин         | 1410 об/мин         |
| Мощность у земли             | 500 л. с.           | 500 л. с.           |
| Мощность на высоте           | 500 л. с. на 2400 м | 500 л. с. на 3000 м |
| Удельная масса               | 1,08 кг/л. с.       | 1,10 кг/л. с.       |
| Среднее эффективное давление | 6,65 кгс/см²        | 6,81 кгс/см²        |
| Литровая мощность            | 10,68 л. с./л       | 10,68 л. с./л       |
| Габаритная высота            | 1123 мм             | 1197 мм             |
| Габаритная ширина            | 844 мм              | 844 мм              |
| Габаритная длина             | 1970 мм             | 1970 мм             |

## Использование на летательных аппаратах
- ТБ-1 — пошёл в серию с оригинальными BMW VI[17]
- ТБ-3 — планировалось использовать Райт Т3[англ.], но в серию пошёл с BMW VI[17]
- Р-5[17]
- И-3/И-7[18]
- Р-6 (АНТ-7) [18]
- П-5
- К-5
- ПС-7
- ПС-9
- ПС-89
- Г-2
- МБР-2[18]
- МДР-2[6]

## Экспозиция в музеях
Двигатель М-17 представлен в экспозициях следующих музеев:
- музей ВВС, Монино (Московская область)[19]
- Политехнический музей: электрифицированный образец-учебное пособие М-17Б[10].